# بيتر والش (سياسي)
بيتر والش (بالإنجليزية: Peter Walsh)‏ هو فلاح وسياسي أسترالي، ولد في 11 مارس 1935 في أستراليا، وتوفي في 10 أبريل 2015 في نفس البلد. حزبياً، نشط في حزب العمال الأسترالي. وقد انتخب Minister for Resources and Energy (Australia) ‏ وانتخب Minister for Finance (Australia) ‏ (13 ديسمبر 1984 – 4 أبريل 1990) وانتخب عضو مجلس الشيوخ الأسترالي ‏ عن دائرة أستراليا الغربية (18 مايو 1974 – 30 يونيو 1993).

## روابط خارجية
- بيتر والش على موقع IMDb (الإنجليزية)